# MOYA
〈MOYA〉는 그룹 AOA가 밴드 유닛인 AOA 블랙으로 발매한 세번째 싱글이며, 2013년 7월 26일에 발매되었다.

## 활동 개요
걸 그룹 AOA의 5인조 밴드 유닛 《AOA 블랙》(지민, 초아, 유나, 유경, 민아)이 2013년 7월 26일 세 번째 싱글 앨범 〈MOYA〉를 발표했다. 데뷔곡 〈ELVIS〉와 두 번째 싱글 앨범 타이틀곡 〈GET OUT〉 이번 앨범 타이틀 곡 ‘MOYA’는 레게 리듬과 동양적인 멜로디가 조화를 이룬 레게 장르 곡으로 리더 지민(기타, 랩)이 랩 메이킹에 직접 참여했다. 수록곡 〈Without You>는 감성적인 발라드 곡이다.

## 수록곡
1. MOYA (모야)
  - 작사: 한성호, 지민, 작곡: 김도훈, 편곡: 김도훈, 최용찬
2. Without You
  - 작사 · 작곡 · 편곡: 김재양
3. MOYA (Inst.)
4. Without You (Inst.)